# Flaveria sonorensis
Flaveria sonorensis là một loài thực vật có hoa trong họ Cúc. Loài này được A.M.Powell mô tả khoa học đầu tiên.